# Chiesa di San Bartolomeo

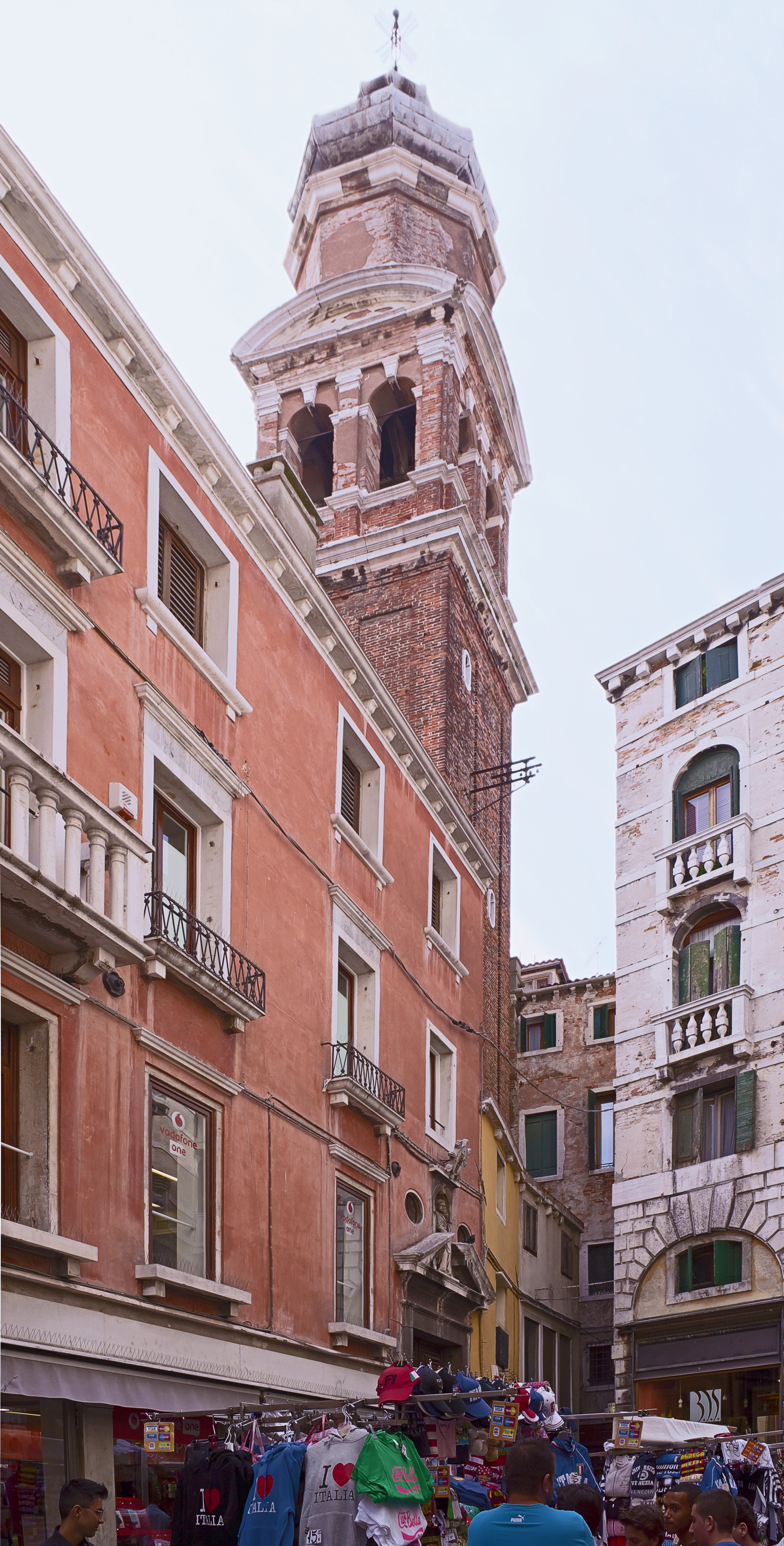
Chiesa di San Bartolomeo, ingang langs de Salizada Pio X en campanile

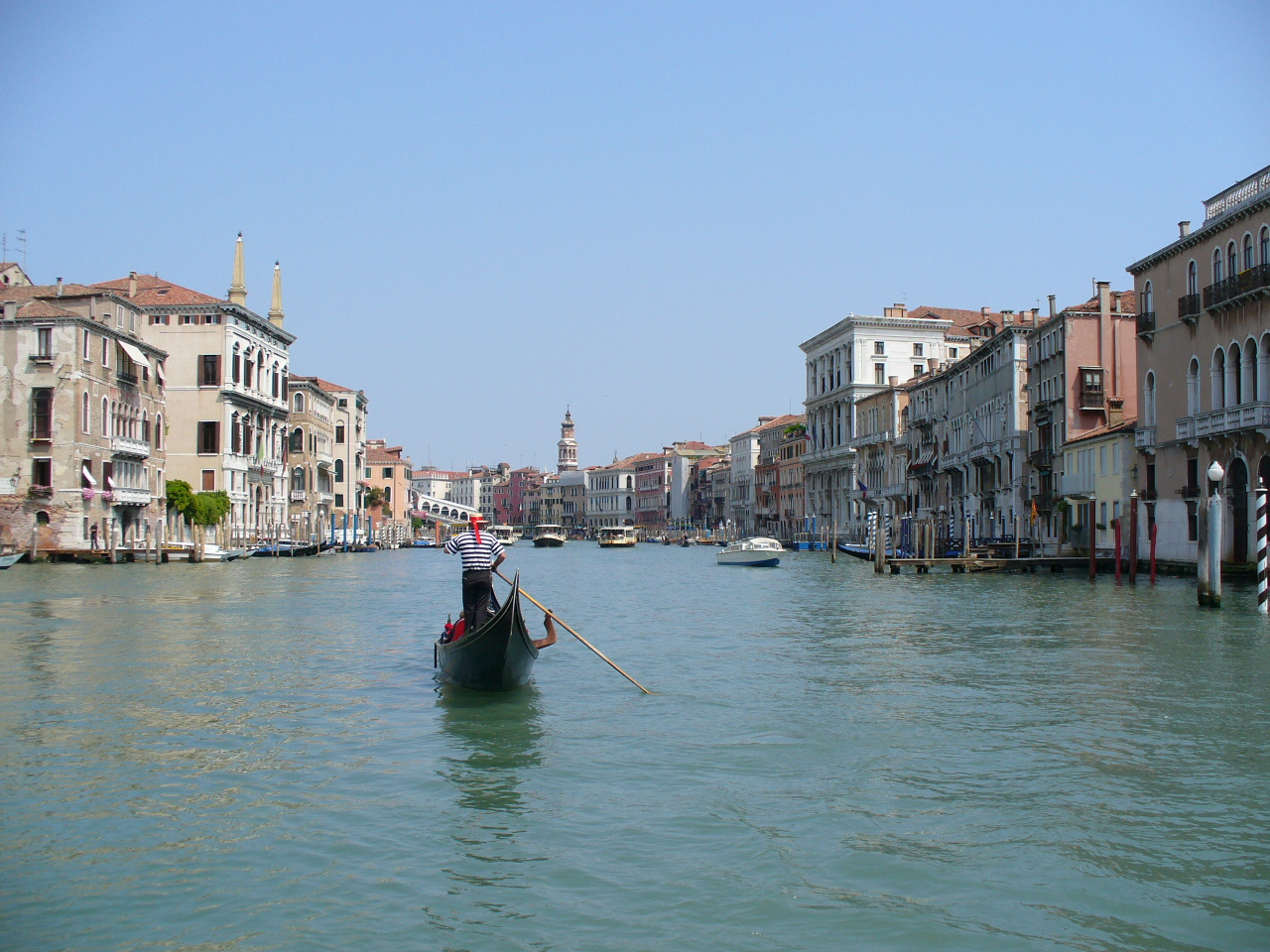
Campanile centraal op achtergrond gezien vanop het Canal Grande

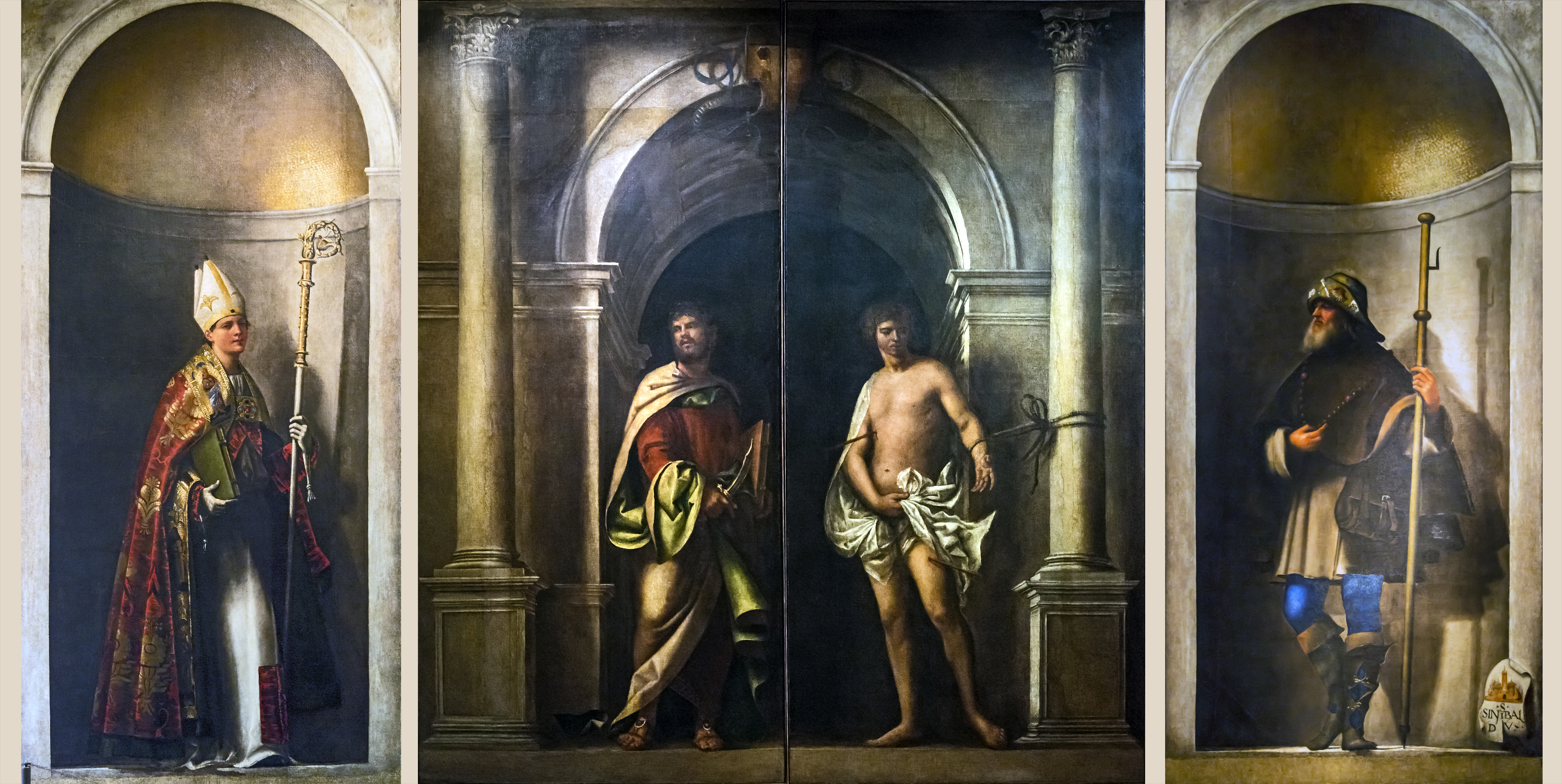
De orgeldeuren van Sebastiano del Piombo

De Chiesa di San Bartolomeo is een voormalige katholieke kerk in de sestiere San Marco, dicht bij de Rialtobrug, in de Italiaanse stad Venetië.

## Geschiedenis
Op de locatie was er een eerste kerk, vermoedelijk gebouwd rond 830-840 en oorspronkelijk gewijd aan de heilige Demetrius van Thessaloniki. Na een renovatie in 1170 werd de kerk gewijd aan de heilige Bartolomeüs. In 1342 werd de kerk door paus Benedictus XII toegewezen aan het Patriarchaat Grado, een patriarchaat dat evenwel in 1451 werd ontbonden door de bul Regis aeterni. In de 16e eeuw werd de San Bartolomeo toegewezen aan de Duitse gemeenschap in Venetië, actief in het nabijgelegen Fondaco dei Tedeschi.
In de 18e eeuw werd de kerk opnieuw herbouwd. De klokkentoren of campanile werd gebouwd tussen 1747 en 1754 naar plannen van Giovanni Scalfarotto, tevens de architect van de San Simeone Piccolo. De kerk werd in 1806 gesloten op last van Napoleon, meerdere kunstwerken werden verkocht. Na een lange periode van verwaarlozing had de kerk geen liturgische functie meer en werd ze in de jaren 1980 ontwijd. Nadien werd ze voor seculier gebruik ingezet, eerst als een kunstgalerie, vervolgens, na een uitgebreide restauratie, als locatie voor concerten.

## Buitenkant
Hoewel de grootte niet verwaarloosbaar is, is de San Bartolomeo onmerkbaar vanop de Venetiaanse straten, voor wie de klokkentoren of de zijingang aan de Salizzada Pio X niet opmerkt. Het bouwwerk is aan drie van de vier zijden omringd door andere gebouwen en heeft enkel een sobere toegang in het steegje Ramo dei Bombasseri. De voornaamste ingang is aan de noordkant, via een bouwwerk aan de Salizzada Pio X, de verbindingsstraat tussen de Rialtobrug en het plein Campo San Bortolomio. De kerk heeft een koepel op de kruising van schip en transept.

## Binnenkant
Het interieur heeft twee sculpturen van de Venetiaanse beeldhouwer van Duitse afkomst Enrico Merengo (Heinrich Meyring). Een altaarstuk van Sint-Michaël uit 1798 is van Pietro Novelli. Het koor heeft een hoogaltaar van Merengo/Meyring met drie doeken van Palma il Giovane en een fresco op het plafond van Michelangelo Morlaiter. Op het linker bovenschip is het Castigo dei serpenti, ook door Palma il Giovane, terwijl de linker zijbeuk een Matteüs van Leonardo Corona en een Maria-Tenhemelopneming van Pietro Muttoni herbergt.
Albrecht Dürers schilderij Rosenkranzfest (Feest van de Rozenkrans), in opdracht van de kerk, bevindt zich nu in de Nationale Galerij in Praag. Grote deuren of luiken voor een orgel (dat niet meer aanwezig is), geschilderd door Sebastiano del Piombo, bevinden zich nu in de Gallerie dell'Accademia in Venetië. De open deuren tonen Sint Lodewijk van Toulouse en Sint Sebaldus van Neurenberg, bij sluiting tonen ze Sint Bartholomeüs en Sint Sebastiaan.
- Gemeinsame Normdatei: 6076166-0
- Library of Congress Control Number: n88299604
- Virtual International Authority File: 137079637